# Метебах

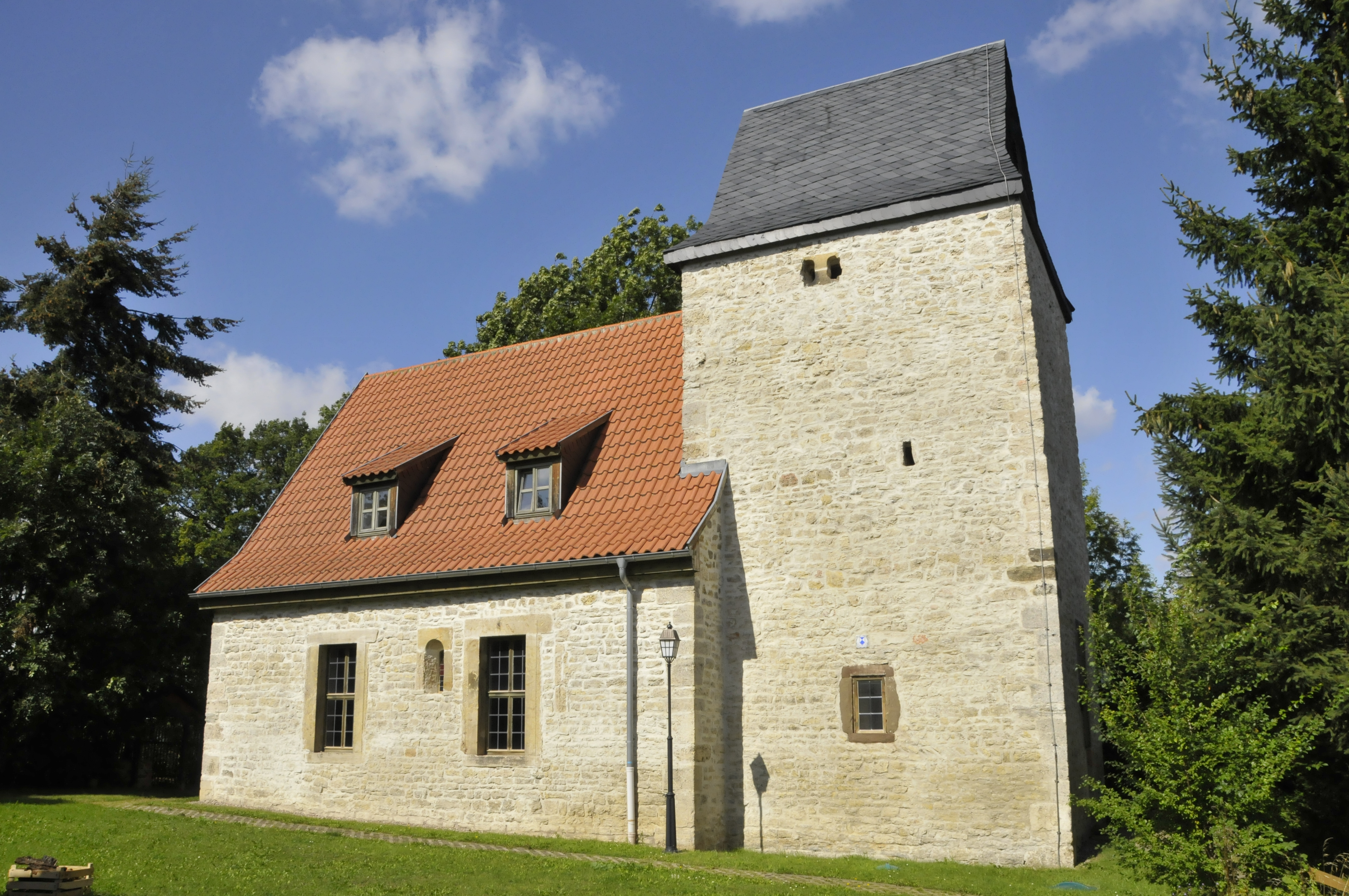
Церковь

Метебах (нем. Metebach) — деревня в Германии, в земле Тюрингия.
Входит в состав общины Хёрзель района Гота. Занимает площадь 5,63 км².
Впервые упоминается около 1300 года.
Ранее Метебах имела статус общины (коммуны). 1 декабря 2011 года была объединена с соседними населёнными пунктами, войдя в состав новой общины Хёрзель.

## Достопримечательности
- Церковь Святого Иоанна, построенная в романском стиле.
- Памятник жертвам Первой мировой войны.